# Mỹ Thành, Mỹ Đức
Mỹ Thành là một xã thuộc huyện Mỹ Đức, thành phố Hà Nội, Việt Nam.
Xã có diện tích 4,89 km², dân số năm 1999 là 3.328 người, mật độ dân số đạt 681 người/km².

## Kinh tế, phát triển
Mỹ Thành là xã có hiệu quả rất cao về việc trồng và sản xuất cây dược liệu, đem lại nguồn tiềm năng lớn cho nhân dân nơi đây về việc phát triển kinh tế.